# Microtus mujanensis
Microtus mujanensis es una especie de roedor de la familia Cricetidae.

## Distribución geográfica
Se encuentra en Rusia. 